# Đuka Agić
Đuka Agić (ur. 17 sierpnia 1906 w Zagrzebiu, zm. 15 stycznia 1985 tamże) – jugosłowiański i chorwacki piłkarz występujący na pozycji obrońcy.

## Kariera
Agić przez całą karierę zawodniczą związany był z HAŠK Zagreb. W reprezentacji Jugosławii wystąpił raz – 26 stycznia 1930 w meczu przeciwko Grecji (1:2).